# Hans-Jürgen Schubert
Hans-Jürgen Schubert (* 5. Mai 1940 in Gleiwitz) ist ein deutscher Sprachwissenschaftler und Bibliothekar.

## Leben und Wirken
Hans-Jürgen Schubert studierte Anglistik, Germanistik und Sprachwissenschaft an der Universität München. Nach dem Staatsexamen für das höhere Lehramt 1964 promovierte er dort 1967 und legte die zweite Lehramtsprüfung ab. Als Bibliotheksreferendar an der Bayerischen Staatsbibliothek trat er 1968 in die Ausbildung für den höheren Bibliotheksdienst ein und absolvierte die Fachprüfung hierfür an der Bayerischen Bibliotheksschule. Von 1970 bis 1978 arbeitete er dann als wissenschaftlicher Bibliothekar an der Bayerischen Staatsbibliothek und von 1978 bis 1984 an der Universitätsbibliothek der Technischen Universität München. Dort wurde er 1980 zum Bibliotheksdirektor ernannt. Im Jahre 1984 wechselte er wieder an die Bayerische Staatsbibliothek. Von 1993 bis 2000 lehrte er an der Bayerischen Beamten-Fachhochschule im Fachbereich Archiv- und Bibliothekswesen. Von 2000 bis 2005 wirkte er schließlich als Fachbereichsleiter bzw. Leiter der Bayerischen Bibliotheksschule.
Die bibliothekarische Arbeit Schuberts ist eng verknüpft mit dem Regelwerk für die Schlagwortkatalogisierung (RSWK). Außerdem veröffentlichte er zahlreiche Aufsätze und Artikel über den Ort Stein an der Traun und Umgebung.

## Veröffentlichungen
- Die Erweiterung des bibelgotischen Wortschatzes mit Hilfe der Methoden der Wortbildungslehre (= Münchener Universitätsschriften, Reihe der Philosophischen Fakultät, Bd. 5). Hueber, München 1968 (Dissertation Universität München).
- Stein an der Traun in Geschichte und Gegenwart. Gemeinde Stein an der Traun 1975 (7. Aufl. 2000).
- Die Gemeinde Stein. Beiträge zu ihrer Geschichte. Verein Freunde d. Burg Stein e. V., Trostberg 1979.
- Bibliographie der Arbeiten von und über Schmeller. In: Zeitschrift für Bayerische Landesgeschichte, Bd. 48 (1985), S. 259–284.
- Unterricht in Sacherschließung. In: Bibliotheksforum Bayern, Bd. 23 (1995), S. 216–242.
- (Bearb.): Regeln für den Schlagwortkatalog. RSWK. Loseblattausgabe. 3. Aufl. Deutsches Bibliotheksinstitut, Berlin 1998, ISBN 3-87068-591-3.
- (Mitarb.): Beispielsammlung zu den Regeln für den Schlagwortkatalog (RSWK). 2. Aufl. Deutsches Bibliotheksinstitut, Berlin 1999, ISBN 3-87068-615-4.
- (Mitarb.): Anglo-Amerikanische Katalogisierungsregeln, hrsg. und übersetzt von Roger Brisson. Saur, München 2002, ISBN 3-598-11432-X.
- 300 Jahre Georgiritt Stein-St. Georgen 1708–2008. Verein Freunde der Burg Stein e.V. Stein an der Traun 2008.
- (Mitautor): Flur- und Kleindenkmäler in der Stadtgemeinde Traunreut (= Steiner Burgbrief Nr. 20). Verein Freunde der Burg Stein, Stein an der Traun 2011.
- Bibliographie zum Studienseminar Neuburg a. d. Donau. In: Otto Feldbauer u. a.: Studienseminar Neuburg. Seine Geschichte von 1638 bis 2013. Pustet, Regensburg 2013, S. 231–239, ISBN 978-3-7917-2527-7.